# Špecle

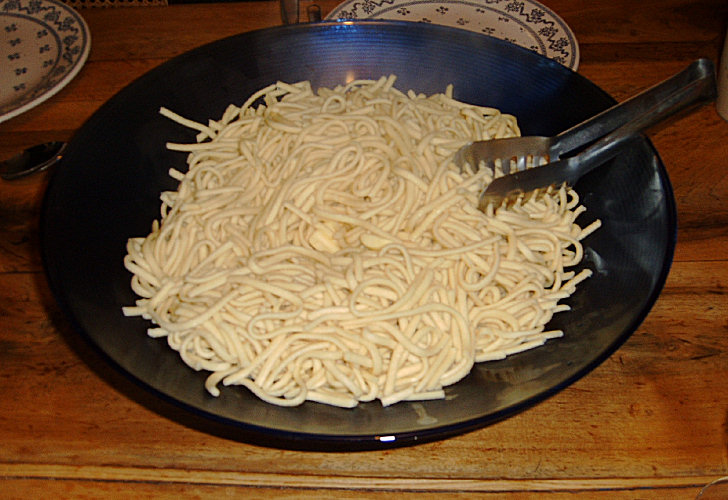
Špecle s máslem

Špecle (z německého Spätzle) jsou vaječné nudle nebo noky užívané v jihoněmecké, jihorakouské, švýcarské, maďarské, alsaské a jihotyrolské kuchyni. Před rokem 1948 byly běžné i v Čechách a na Moravě. V některých případech se špecle rozlišují podle tvaru, podlouhlým nudlím se v němčině říká Spatzen a kulatým nokům Knöpfle. Podávají se jako příloha, případně samostatně se špenátem, se slaninou nebo na sladko. Na rozdíl od slovenských halušek neobsahují brambory.
Nudle či noky z mouky a vajec se přes síto zavařují do vroucí osolené vody, hotové jsou po vyplavání na hladinu. Tradiční selské nudle jsou produkovány i potravinářskými firmami, přičemž alsaské nudle s typickým podílem místní tvrdozrnné pšenice jsou chráněny Evropskou unií v režimu chráněného zeměpisného označení (PGI). Typickým znakem špeclí určených k prodeji je jejich předvaření výrobcem, což usnadňuje práci koncovým spotřebitelům.